# Конак (Сечањ)
Конак (мађ. Kanak) је насељено место у општини Сечањ, у Средњобанатском управном округу, у Србији. Према попису из 2022. било је 598 становника.
Овде се налази Дворац у Конаку.

## Историја
Током историје Конак је задржао своје име:
- XV век — Конак
- 1717 — Конак
- 1919 — Конак

Конак 1425 – 1464. године постојао је у Кевиском комитату, у чијој су околини имали своје поседе породице де Хајм, де Итебе и де Кегера.
После 1716. године припадао је Конак Чаковачком диштрикту, и бројао 1717. године свега 17 кућа. А 1773. године вероватно услед сеобе потиских граничара у ове крајеве, било је већ 76 кућа. Године 1864. Конак је православна парохија у Чаковачком протопрезвитерату. Аустријски царски ревизор Ерлер је 1774. године констатовао да се "Канак" налази у Чаковачком округу и дистрикту. Становништво је било измешано српско и влашко. Када је 1797. године пописан православни клир у "Канаку" је само један свештеник. Парох поп Лазар Николић (рукоп. 1789) служио се само српским језиком.
Године 1758, подигнута је православна црква, а 1779. године. Конак је припојен Новопећком срезу Торонталског комитата.
Од 1787. године воде се српске црквене матичне књиге.
Године 1800. добила је загребачка надбискупија Конак, у замену за хрватска добра. Бискуп Максимилијан Врховац дао је Конак у дар Илији Петровићу, септевиру Стола Седморице, кога ускоро насели син му Јосиф.
Године 1804. подигнута је садашња црква. Тих година доселили се у Конак нешто мало Хрвата и више Немаца, којима властелин Јосиф Петровић подигне католичку богомољу (1816) посвећену Светом Јосифу. Од 1816 – 1820. год. имао је Конак католичку куратију.
После 1920. године одселили су се Немци из Конака. На њихова места доселили су се Бугари из Старог Бешенова, Регендорфа, Винге и Лукачфалве. Око 1836. године било је овде 53 целе поданичке сесије. Године 1844. отворена је бугарска римокатоличка школа. Године 1827. било је 890 становника, од којих православних 777, католика 101, и Јевреја 3. Током мађарске буне, 6. августа 1848. год. Срби на страни бечког двора а против побуњених Мађара су спалили Конак. Од избеглих Хрвата и Бугара вратили су се само Бугари.
Године 1844. спремало се 15 српских православних породица из места, за исељење у Кнежевину Србију, надомак Кладова. Али граничарске власти су отезале са давањем дозволе, као тешко је ишло са продајом имања. Десила се мађарска буна током које су настрадали. Дочекали су ови и 1857. годину а да нису отишли преко Дунава. Обновили су сада код власти молбу за премештај.
Године 1862. подигнута је мала римокатоличка црква посвећена Светом Јовану Крститељу. А 1863. завршио је Данијел Чолаковић израду иконостаса српске православне цркве.
У Коначком атару, североисточно од села, налази се мочварна поља „Шаруд“, на којој је у средњем веку постојало насеље Шарудовар, које је припадало Тамишком комитату. У Шаруду је 1330-1334. год. била парохија. Године 1438. добила су браћа Таловац било је четири брата Шаруд од „српског барона", челника Радича и протопревитера Богдана.

## Двадесети век
Постојала је у Конаку у међуратном периоду фабрика, "Прва српска фабрика конфекције" АД. Та најмодерније грађена фабрика правила је одела за децу и одрасле.
- Популација кроз историју.

| Година     | 1869. | 1880. | 1890. | 1900. | 1910. | 1921. |
| Становника | 1402  | 1112  | 1387  | 1554  | 1824  | 1998  |
| Срба       | ?     | ?     | ?     | ?     | ?     | 886   |
| Румуна     | -     | ?     | ?     | ?     | ?     | 14    |
| Немаца     | -     | ?     | ?     | ?     | ?     | 195   |
| Мађара     | -     | ?     | ?     | ?     | ?     | 427   |
| Осталих    | -     | ?     | ?     | ?     | ?     | 0     |

## Демографија
У насељу Конак живи 781 пунолетни становник, а просечна старост становништва износи 42,1 година (41,8 код мушкараца и 42,4 код жена). У насељу има 383 домаћинства, а просечан број чланова по домаћинству је 2,60 (попис 2002).
Становништво у овом насељу веома је нехомогено.
|  |

| Демографија | Демографија | Демографија |
| Година      | Становника  | Становника  |
| ----------- | ----------- | ----------- |
| 1948.       | 1.828       |             |
| 1953.       | 1.838       |             |
| 1961.       | 1.726       |             |
| 1971.       | 1.459       |             |
| 1981.       | 1.211       |             |
| 1991.       | 1.150       | 1.116       |
| 2002.       | 996         | 1.024       |
| 2011.       | 772         |             |

| Етнички састав према попису из 2002.‍ | Етнички састав према попису из 2002.‍ | Етнички састав према попису из 2002.‍ | Етнички састав према попису из 2002.‍ | Етнички састав према попису из 2002.‍ |
| ------------------------------------ | ------------------------------------ | ------------------------------------ | ------------------------------------ | ------------------------------------ |
|                                      |                                      |                                      |                                      |                                      |
| Срби                                 | Срби                                 |                                      | 401                                  | 40,26%                               |
| Мађари                               | Мађари                               |                                      | 371                                  | 37,24%                               |
| Бугари                               | Бугари                               |                                      | 73                                   | 7,32%                                |
| Југословени                          | Југословени                          |                                      | 27                                   | 2,71%                                |
| Роми                                 | Роми                                 |                                      | 19                                   | 1,90%                                |
| Хрвати                               | Хрвати                               |                                      | 18                                   | 1,80%                                |
| Словаци                              | Словаци                              |                                      | 10                                   | 1,00%                                |
| Македонци                            | Македонци                            |                                      | 10                                   | 1,00%                                |
| Румуни                               | Румуни                               |                                      | 7                                    | 0,70%                                |
| Немци                                | Немци                                |                                      | 4                                    | 0,40%                                |
| Словенци                             | Словенци                             |                                      | 2                                    | 0,20%                                |
| Црногорци                            | Црногорци                            |                                      | 1                                    | 0,10%                                |
| непознато                            | непознато                            |                                      | 0                                    | 0,0%                                 |

| Година пописа     | 1948. | 1953. | 1961. | 1971. | 1981. | 1991. | 2002. |
| ----------------- | ----- | ----- | ----- | ----- | ----- | ----- | ----- |
| Број домаћинстава | 467   | 517   | 510   | 434   | 421   | 410   | 383   |

| Број чланова      | 1  | 2   | 3  | 4  | 5  | 6 | 7 | 8 | 9 | 10 и више | Просек |
| ----------------- | -- | --- | -- | -- | -- | - | - | - | - | --------- | ------ |
| Број домаћинстава | 94 | 121 | 63 | 68 | 27 | 8 | 0 | 2 | 0 | 0         | 2,60   |

| Пол    | Укупно | Неожењен/Неудата | Ожењен/Удата | Удовац/Удовица | Разведен/Разведена | Непознато |
| ------ | ------ | ---------------- | ------------ | -------------- | ------------------ | --------- |
| Мушки  | 412    | 117              | 249          | 34             | 12                 | 0         |
| Женски | 411    | 59               | 246          | 98             | 8                  | 0         |
| УКУПНО | 823    | 176              | 495          | 132            | 20                 | 0         |

| Пол    | Укупно                    | Пољопривреда, лов и шумарство | Рибарство                            | Вађење руде и камена | Прерађивачка индустрија       |
| ------ | ------------------------- | ----------------------------- | ------------------------------------ | -------------------- | ----------------------------- |
| Мушки  | 235                       | 165                           | 0                                    | 3                    | 17                            |
| Женски | 136                       | 76                            | 0                                    | 0                    | 24                            |
| УКУПНО | 371                       | 241                           | 0                                    | 3                    | 41                            |
| Пол    | Производња и снабдевање   | Грађевинарство                | Трговина                             | Хотели и ресторани   | Саобраћај, складиштење и везе |
| Мушки  | 1                         | 6                             | 4                                    | 7                    | 16                            |
| Женски | 0                         | 1                             | 10                                   | 2                    | 1                             |
| УКУПНО | 1                         | 7                             | 14                                   | 9                    | 17                            |
| Пол    | Финансијско посредовање   | Некретнине                    | Државна управа и одбрана             | Образовање           | Здравствени и социјални рад   |
| Мушки  | 0                         | 0                             | 10                                   | 2                    | 1                             |
| Женски | 0                         | 0                             | 2                                    | 10                   | 10                            |
| УКУПНО | 0                         | 0                             | 12                                   | 12                   | 11                            |
| Пол    | Остале услужне активности | Приватна домаћинства          | Екстериторијалне организације и тела | Непознато            | Непознато                     |
| Мушки  | 2                         | 1                             | 0                                    | 0                    | 0                             |
| Женски | 0                         | 0                             | 0                                    | 0                    | 0                             |
| УКУПНО | 2                         | 1                             | 0                                    | 0                    | 0                             |

## Галерија
- Православна црква у селу
- Католичка црква у селу